# Habronattus iviei
Habronattus iviei är en spindelart som beskrevs av Griswold 1987. Habronattus iviei ingår i släktet Habronattus och familjen hoppspindlar. Inga underarter finns listade i Catalogue of Life.